# Ayoub Mallouki
Ayoub el Mallouki (en arabe : أيوب الملوكي), né le 21 février 1995 à Al Hoceima, est un footballeur marocain évoluant au poste d'attaquant au HUS Agadir.

## Biographie
Ayoub El Mallouki naît à Al Hoceïma au nord du Maroc et intègre le centre de formation du Chabab Rif Al Hoceima dès son plus jeune âge. Il fait ses débuts professionnels lors de la saison 2015-2016, participant à un match de championnat avec l'équipe A. Lors de la saison qui suit, il joue seulement deux matchs.
Lors de la saison 2017-2018, il s'impose en tant que titulaire indiscutable et dispute 24 matchs de championnat, inscrivant en total sept buts. À la suite de cette saison, il est courtisé par de nombreux clubs de Botola Pro.
Le 13 juin 2018, il signe un contrat de trois ans au HUS Agadir. Il dispute pour la première fois la Coupe des confédérations et atteint la finale de la Coupe du Trône en 2019. 
En fin de saison 2019-2020, il permet à son club d'être maintenu en première division marocaine après une victoire face au Difaâ Hassani d'El Jadida, inscrivant un doublé à l'extérieur (victoire, 2-1).
Le 5 mai 2021, il est éliminé des quarts de finales de la Coupe du Maroc, après une défaite de 2-0 contre le Raja de Béni Mellal, club évoluant en D2 marocaine.

## Palmarès
HUS Agadir
- Coupe du Trône :
  - Finaliste : 2018-19.